# Ürümcsi
Ürümcsi (mongol eredetű szó jelentése csodás legelő; kínaiul: 乌鲁木齐, pinjin: Wūlǔmùqí, magyaros: Vulumucsi; ujgur nyelven: ئۈرۈمچى) hárommillió lakosú prefektúra szintű város és adminisztrációs központ Kínában. Az ország legnyugatabbi és legnagyobb tartományának, Hszincsiang–Ujgur Autonóm Terület (Xinjiang–Ujgur Autonóm Terület)nek a székhelye. A város a Tang-dinasztia idejében lett állomása a selyemútnak, és a Csing (Qing)-dinasztia idejében fejlődött jelentős gazdasági és kulturális központtá.
Földrajzi érdekesség, hogy a Guinness Rekordok Könyve szerint a világ nagyvárosai közül Ürümcsi fekszik a tengerektől legtávolabb. A 2010-es népszámlálás adatai szerint a város és a kínai adminisztrációs szabályok szerint az Ürümcsi prefektúrához tartozó részeken 3 113 000 fő lakott (hat városi kerület és Dabancseng (Dabancheng), amely hivatalosan nem urbanizált része a városnak). Nagyjából ezer kilométeres sugarú körben nincs még egy ekkora nagyságú város, ahol a Kínát irányító hanok vannak többségben. A város és a külvárosi részek lakóinak többsége kínai (han 75%), de emellett jelentős számban ujgurok, hujok, kazakok és kirgizek is élnek, hivatalosan 49 nemzetiség van jelen.
Az egyébként gyéren lakott hatalmas nagyságú autonóm terület Kína területének hatodát teszi ki és vidéki lakossága javarészt iszlám vallású ujgur, de élnek errefelé buddhista mandzsuk és sibék is. Ennek megfelelően a város is sokszínű, hiszen az utcákon lévő emberek az ország teljes etnikai keresztmetszetét felvonultatják. Látható itt magas sarkú lábbelit viselő modern öltözetű fiatal kínai, csadort viselő ujgur nő, szakállas han öregember, sajátos fejfedőt viselő kirgiz férfi, európai formátumú tádzsik és persze más egyéb kisebbséghez tartozók is, valamint több ezer orosz bevásárló turista szinte mindig színesíti a sokadalmat.
Az 1990-es évek óta folyamatosan fejlődik a város, amely fontos közlekedési csomópont és a tartomány kulturális és kereskedelmi központja. Nevezetes beruházás volt a Dabancseng-Szancsang (Dabancheng-Sanchang) szélerőmű farm építése, ami jó példa a környezetszennyezésben élenjáró város energiatermelő kapacitásainak korszerű környezetbarát lecserélésére. A világhírű ősi selyemút miatt a turisták által is kedvelt hely a bazár és az úgynevezett Második Híd út. Kína más tartományaiba és akár Európa országaiba történő gyorsabb eljutást nagyban segíti a Lancsou–Ürümcsi nagysebességű vasútvonal (Lanzhou–Ürümqi nagysebességű vasútvonal), amely az „új selyemút” projekt része.

## Története
A környéken az első emberi települést 3000 évvel ezelőtt nomád mongolok szállása jelentette, és innen származik a mai elnevezése, ami magyarra fordítva csodás legelőt jelent. A város közelében található a selyemút északi útvonala, de mégis viszonylag fiatalnak mondható a mai város elődje. Kínai tudósok szerint Tang Taj-cung (Tang Taizong) kínai császár uralkodásának 22. évében, 648-ban az ősi Urabo helyébe alapította a várost. A selyemút északi útvonalán a Tang-dinasztia az átvonuló karavánok adóztatása érdekében Luntai néven hozott létre közigazgatási központot, amely a mai város déli részén helyezkedett el.
A sztyeppe népei is használták e helyet pihenőnek a Bogda-san (Bogda Shan) keleti és a Tien-san (Tianshan) hegység nyugat része között átkelve, a Dzsungár medence és a Turpáni mélyedést érintő vándorlásaik során. Ez a fontos átjáró a 7. században a Türk Birodalom felügyelete alatt állt. Az ujgurok 742-ben kiváltak a szövetségből, és törzseik a korábbi birodalom keleti felén létrehozták az Ujgur Kaganátust. Ürümcsi ez időben a birodalom központi területén helyezkedett el, egészen 1220-ig, amikor a Dzsingisz kán vezette Mongol Birodalomba olvadt a terület. A mongolok ugyanis megegyeztek az ujgurokkal, s ennek értelmében az ujgur kánságok adót fizettek és katonákat adtak hadjárataikhoz, viszont cserébe megtarthatták belső önállóságukat, saját társadalmi szervezetüket. Azonban ahogy a mongolok hatalma hanyatlott, úgy nőtt a helyi kánságok tényleges önállósága is.
A Mongol Birodalom felbomlása után a terület a Csagatáj Kánság részként a szufi iszlám befolyás alá került. Az 1670-es években fellázadtak az ujgur törzsek és szövetségre léptek a dzsungárokkal. A Dzsungár Kánságban még továbbra is jelentéktelen település volt Ürümcsi, hiszen lényegesen kisebb jelentőséggel bírt, mint a kétszáz kilométerre található oázis és selyemúti kereskedelmi központ, Tulufan (Turpan).
Emiatt nem lehet sokat megtudni a róla a Tang-dinasztia korából fennmaradt írásokból. Viszont a Csing (Qing)-dinasztia idejéből már több feljegyzés készült a vidékről, hiszen a kínaiak a már országukat is fenyegető Dzsungár Kánságot legyőzték és erősítették pozíciójukat a térségben. Vej Jüan (Wei Yuan) kínai tudós írásában például Hszincsiang (Xinjiang) tartományt üres vidéknek látta, ahol nyoma is alig volt az embernek. 1759-ben Ürümcsi környékén, ahol termőföld és víz is rendelkezésre állt, ott állami ültetvényeket hoztak létre. 1762-ben már jelentős üzleti tevékenységet folytattak az itt élők, hiszen több mint ötszáz üzletet alapítottak a kínai kereskedők. 1763-ban Csien-lung kínai császár (Qianlong kínai császár) az egyre nagyobb és gyarapodó városnak a „Dihua” (迪化) nevet adta, mely kifejezés magyarul körülbelül a „megvilágít” jelentést hordozza. A város innentől kezdve fokozatosan fontos kereskedelmi, pénzügyi központtá növekedett, és ezt elsődlegesen a kínai dominanciának köszönhette.
A városba nagy számban települtek Kanszu (Gansu), Senhszi (Shaanxi) és más kínai tartományokból muzulmán kínai hanok és a velük szövetséges egyéb népek, mint például mandzsuk is. 1870-ben az ürümcsi csatában türk muzulmán erők Jákub bég vezetésével legyőzték a kínai muzulmán erőket. A bég halála és birodalmának bukása után 1884-ben Caj Tien kínai császár (Zaitian kínai császár) létrehozta Hszincsiang (Xinjiang) tartományt, melynek fővárosává Dihuát tette. A kumuli felkelés során az 1933-as és az 1933–34-es ürümcsi csatában Ma Csung-jing (Ma Zhongying) vezetésével a Nemzeti Forradalmi Hadsereghez tartozó 36. hadosztály, valamint a Szovjetunió támogatását élvező Csin Su-zsen (Jin Shuren) kormányzó és Seng Si-caj (Sheng Shicai) kínai hadúr vezette tartományi hadsereg ütközött meg, és ez végül Seng (Sheng) hatalomra jutását eredményezte.
A Kínai Népköztársaság megalakulása után, 1954. február 1-jén és a város visszakapta mongol eredetű Ürümcsi nevet. Az 1955-ös kommunista átszervezés eredményeként létrejövő, korábban Hszincsiangnak (Xinjiangnak) nevezett tartomány elnevezésében is Ujgur Autonóm terület lett. Azóta a városban is megnövekedett az ujgurok száma, és mára már az ő kulturális hatásuk is érezhetően jelen van. A Csing (Qing) időszak írói ezzel szemben még elismeréssel arról szóltak, hogy milyen nagy a kulturális hasonlóság Dihua és Peking (Beijing) között. A városban az ujgur és a kínai népesség egymás mellett élése azonban nem felhőtlen. 1989 májusában százötvenen sérültek meg etnikai villongások során. A mindmáig legnagyobb zavargás 2009-ben tört ki, ami körülbelül kétszáz halálos, többségében han kínai áldozattal járt. A kínai hivatalos szervek a mai napig nem adtak pontos tájékoztatást az eseményekről.
2014. április 30-án, Hszi Csin-ping (Xi Jinping), a Kínai Népköztársaság elnöke látogatásakor az ürümcsi vasútállomáson ujgur szélsőségesek bombát robbantottak és késsel támadtak a tömegre. Az incidensnek három halálos áldozata és 79 sebesültje volt.

## Földrajza
A  Hszincsiang–Ujgur Autonóm Terület ( Xinjiang–Ujgur Autonóm Terület) északnyugat-Kínában helyezkedik el, területe Kína hatodát teszi ki, melynek fővárosa és egyben legnagyobb városa is Ürümcsi. A várost hegységek veszik körül: a Bogda-san (Bogda Shan) keleten, míg a Tien-san (Tianshan) nyugaton. Északra helyezkedik el a Dzsungár medence. A Guinness Rekordok Könyvében kiérdemelte a tengertől legtávolabbra fekvő város címet. A légvonalban mért legközelebbi tengervíz a Bengáli-öböl, ami 2500 kilométerre található. Erre a címre két közeli város, Karamay és Altay is pályázhatna, hiszen a tengertől mért távolságban ők sem maradnak le. A város közigazgatási területe 10 245 négyzetkilométer, az Ürümcsi prefektúrához tartozó területekkel együtt 14 577 négyzetkilométer. Az átlagos tengerszint feletti magasság 800 méter.
Földrajzi elhelyezkedése miatt fontos közlekedési csomópont, amely a légi forgalom mellett a kiépített vasúti és közúti rendszerek mellett gyorsvasúti csatlakozással is rendelkezik. A Lancsou–Ürümcsi nagysebességű vasútvonal (Lanzhou–Ürümqi nagysebességű vasútvonal)at 2014. december 26-án adták át, ami az „új selyemút” megaprojekt része. A délnyugati városrészben található Ázsia földrajzi középpontja (é. sz. 43° 40′ 52″, k. h. 87° 19′ 52″43.681111°N 87.331111°E, Ürümcsi megye), amelyet 1992-ben jelöltek ki helyi szakértők. Az 1990-es években emlékművet építettek ezen a helyen, ami azóta népszerű idegenforgalmi látványosság.

### Vízrajza
A városhoz viszonylag közel nagy sivatagos területek találhatók: északon a Gurbantünggüt, délen a Takla-Makán sivatag terül el. Mégis a környéknek több kisebb természetes folyóvize is van, melyek egyrészt a hófödte Tien-san (Tianshan) hegységből erednek, és innen kapja a város déli része és Ürümcsi megye a vízellátást. Másrészt a Bogda-san (Bogda Shan) hegység folyóvize a város keleti részét (Dabancseng (Dabancheng) kerület) látja el. A víz tárolására kisebb tározókat építettek, és a hegyek lábánál csatornarendszer üzemel, ami biztosítja a terület öntözhetőségét.
Mivel a város lakossága és gazdasága növekszik, ezért az egyre növekvő vízigényt a természetes források már csak szűkösen tudták biztosítani. A vízhiány megelőzése érdekében a 2010-es években megépítették az Irtis-Ürümcsi csatornát. A csatorna fő ága a „Reservoir 500” (“500”水库; é. sz. 44° 12′ 00″, k. h. 87° 49′ 00″44.200000°N 87.816667°E) nevet kapta, mely biztosítja a vízellátást az északkeleti külvárosi résznek és a 2009-ben épített Új Ipari Város 500-nak (500工业新城). Az érkező víz azonban tovább oszlik a csatornahálózatban, és a Mitung kerület alsóbb részeibe is jut belőle.

### Éghajlata
A város éghajlata félszáraz. Nagy a különbség az évszakok között, a nyár forró, míg a tél nagyon hideg. A januári középhőmérséklet –12,6 °C, míg a júliusi 23,7 °C. Az éves átlaghőmérséklet 6,9 °C. A csapadék mennyisége kevés, az éves átlag 240 mm. Nyáron több a csapadék, de a relatív páratartalom a meleg hónapok alatt a legalacsonyabb. Nagy hőmérséklet-ingadozás is előfordulhat, a szélső értékeket nézve −41,5 °C hideg és 42,1 °C meleg hőmérséklet is előfordulhat.
| Hónap                         | Jan.  | Feb.  | Már. | Ápr. | Máj. | Jún. | Júl. | Aug. | Szep. | Okt. | Nov. | Dec.  | Év   |
| ----------------------------- | ----- | ----- | ---- | ---- | ---- | ---- | ---- | ---- | ----- | ---- | ---- | ----- | ---- |
| Átlagos max. hőmérséklet (°C) | −8,4  | −6,2  | 3,7  | 16,7 | 24,3 | 28,8 | 31,2 | 30,0 | 23,7  | 13,6 | 2,0  | −6,1  | 12,9 |
| Átlagos min. hőmérséklet (°C) | −17,9 | −15,9 | −4,9 | 5,2  | 12,0 | 16,8 | 19,1 | 17,7 | 11,8  | 3,4  | −6,0 | −14,4 | 2,3  |
| Átl. csapadékmennyiség (mm)   | 8     | 8     | 18   | 29   | 28   | 36   | 20   | 16   | 24    | 22   | 17   | 10    | 236  |
| Forrás: worldweather.org      |       |       |      |      |      |      |      |      |       |      |      |       |      |

## Népesség
A 2000-es népszámlálás szerint a városnak 2 081 834 lakosa volt, ami 174,53 fő/km² népsűrűséget jelentett az alábbi nemzetiségi megoszlásban:

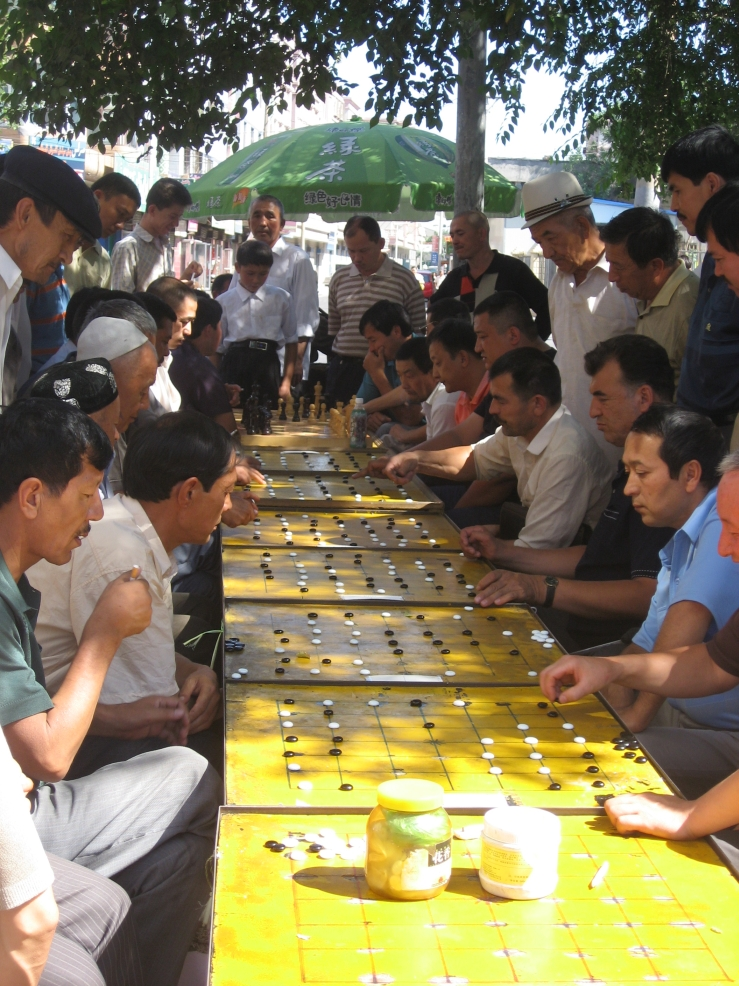
Ürümcsi férfiak négyzetjátékot játszanak (A kép jól példázza a városban uralkodó etnikai sokszínűséget)

| Nemzetiség           | Fő        | Százalék |
| -------------------- | --------- | -------- |
| han                  | 1 567 562 | 75,3     |
| ujgur                | 266 342   | 12,79    |
| huj                  | 167 148   | 8,03     |
| kazak                | 48 772    | 2,34     |
| mandzsu              | 7682      | 0,37     |
| mongol               | 7252      | 0,35     |
| sibe                 | 3674      | 0,18     |
| orosz                | 2603      | 0,13     |
| fehér mongol         | 1613      | 0,08     |
| kirgiz               | 1436      | 0,07     |
| üzbég                | 1406      | 0,07     |
| csuanga              | 878       | 0,04     |
| tatár                | 767       | 0,04     |
| tibeti               | 665       | 0,03     |
| tungszien (dongxian) | 621       | 0,03     |
| miao                 | 620       | 0,03     |
| koreai               | 588       | 0,03     |
| egyéb                | 2205      | 0,09     |

## Közigazgatás
Ürümcsi közigazgatásához jelenleg nyolc megyei jogosultságú egység tartozik: hét kerület és egy megye.
| Térkép   | #                                       | Név        | han írás      | Pinjin           | Ujgur   | Népesség (2010) | Terület (km²) | Népsűrűség (fő/km²) |
| -------- | --------------------------------------- | ---------- | ------------- | ---------------- | ------- | --------------- | ------------- | ------------------- |
|          |                                         |            |               |                  |         |                 |               |                     |
| Belváros |                                         |            |               |                  |         |                 |               |                     |
| 1        | Tien-san kerület (Tianshan kerület)     | 天山区     | Tianshan Qu   | تىيانشان رايونى  | 696 277 | 171             | 4071,79       |                     |
| 2        | Saybagh kerület                         | 沙依巴克区 | Shayibake Qu  | سايباغ رايونى    | 664 716 | 422             | 1575,15       |                     |
| 3        | Hszinsi kerület (Xinshi kerület)        | 新市区     | Xinshi Qu     | يېڭىشەھەر رايونى | 730 307 | 143             | 5107,04       |                     |
| 4        | Sujmogou kerület (Shuimogou kerület)    | 水磨沟区   | Shiimogou Qu  | شۇيموگۇ رايونى   | 390 943 | 92              | 4249,38       |                     |
| Külváros |                                         |            |               |                  |         |                 |               |                     |
| 5        | Toutune kerület (Toutunhe kerület)      | 头屯河区   | Toutunhe Qu   | تۇدۇڭخابا رايونى | 172 796 | 276             | 626,07        |                     |
| 6        | Dabancseng kerület (Dabancheng kerület) | 达坂城区   | Dabancheng Qu | د اۋانچىڭ رايونى | 40 657  | 5,188           | 7,83          |                     |
| 7        | Mitung kerület (Midong kerület)         | 米东区     | Midong Qu     | میدونگ رايونى    | 333 676 | 3,594           | 92,84         |                     |
| Vidék    |                                         |            |               |                  |         |                 |               |                     |
| 8        | Ürümcsi megye                           | 乌鲁木齐县 | Wulumuqi Xian | ئۈرۈمچى ناھىيىسى | 83 187  | 4,332           | 19,20         |                     |

## Gazdaság

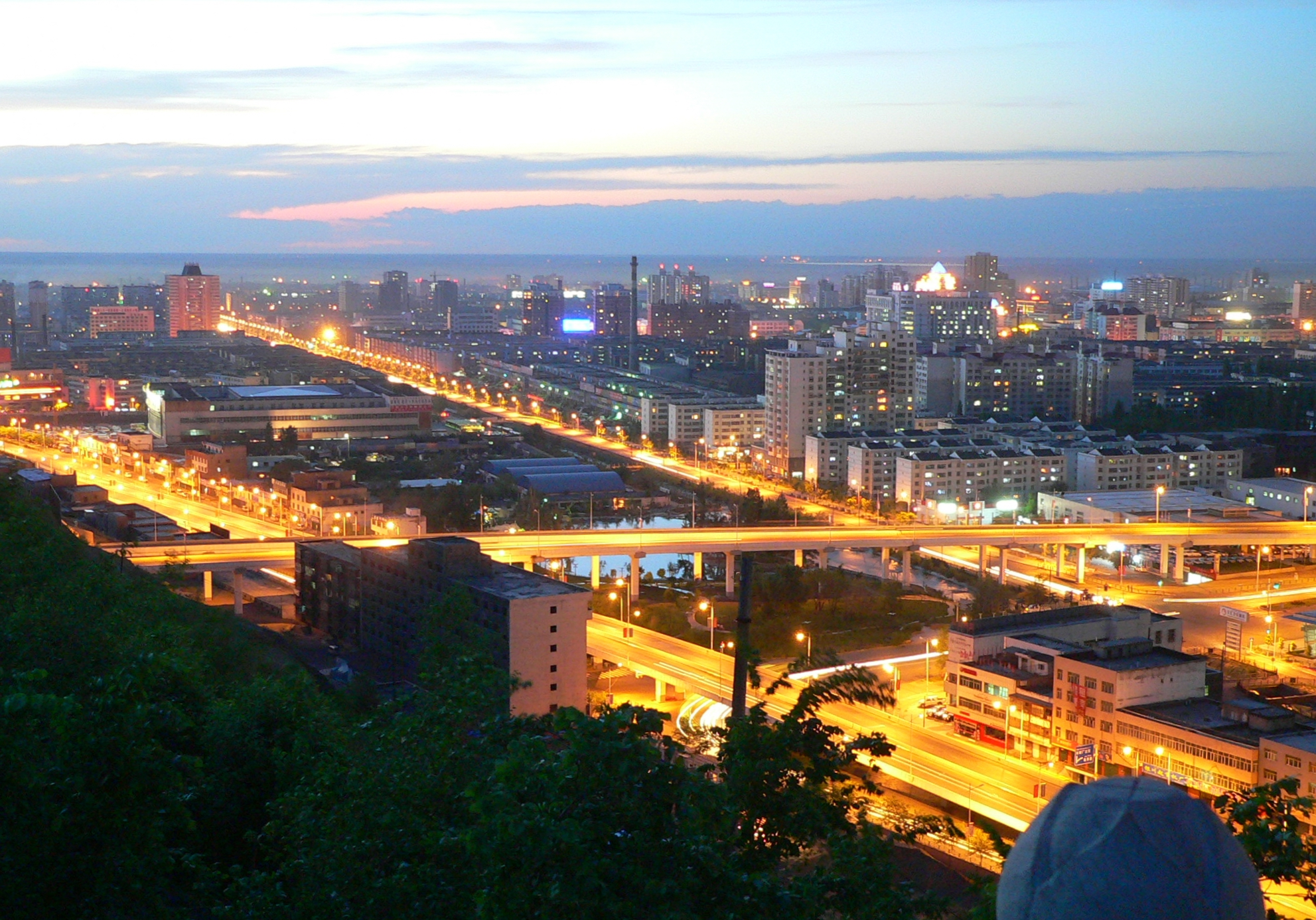
A város felüljárói

Ürümcsi a Hszincsiang (Xinjiang)–Ujgur Autonóm Terület jelentős ipari központja. A kínai központi kormányzat több itteni beruházást támogatott, és a nyugat-kínai fejlesztési tervben is jelentős támogatáshoz jutott a város. Együtt Karamay és Korla városokkal a terület teljes ipari termelésének 64,5%-át állítják elő. A város egyben a legnagyobb fogyasztó is a területen, hiszen 2008-ban a kiskereskedelmi fogyasztási cikkekből 41 900 000 000 ¥ értékben adtak el, ami az előző évhez képest 26%-os növekedést jelentett. A 2008-as adatok alapján az egy főre jutó GDP 6222 USA dollár volt. A Nyugat-Kínában mért statisztikai adatok szerint a városi lakosság jövedelmének nagysága alapján Ürümcsi a hetedik helyen végzett.
A környék gazdaságát élénkítette, hogy 1955-ben északra Karamay környékén a Dzsungár medencében kőolajmezőt tártak fel, ami Kína legnagyobb hazai kőolaj forrása. A várostól nem messze, a Tien-san (Tianshan) hegységben kiterjedt szén- és a Jili-medencében uránlelőhelyek is találhatók. Ezeknek az erőforrásoknak a feldolgozásában és felhasználásában fontos szerepet játszik a város. A gazdasági háttér megalapozásában további meghatározó beruházás volt, amikor a Tien-san (Tianshan) lábánál öntözőcsatornák építésével növelték az öntözhető mezőgazdasági területeket, és a város vízellátásának biztosítására 2010-ben átadták az Irtis-Ürümcsi csatornát.
A város fontos eseménye az Ürümcsi Nemzetközi Vásár, melyet 1991 óta évente rendeznek meg. A 17. vásáron a Kereskedelmi Minisztérium és a Kína Tanács nemzetközi kereskedelmi részlege is részt vett. 2011-ben első alkalommal Kína-Eurázsia Expo néven nyitott meg a vásár, amelynek célja az volt, hogy elősegítse a hazai és a külföldi piacok minél jobb megismerését.
Hszincsiangban (Xinjiangban) a Xinjiang Guanghui Group (新疆广汇集团) a legjelentősebb ingatlanforgalmazással foglalkozó csoport, amely az egyik legerősebb magántulajdonban lévő vállalkozás, és érdekeltségük kiterjed az energia- és az autóiparra is. A város s egyben Nyugat és közép Kína legmagasabb épülete a 229 méteres Kína CITIC Bank Épület (中信 银行 大厦), amely az Észak-Hszinua (Észak-Xinhua) utcában helyezkedik el. A Csungsan (Zhongshan) utcában található a város egyik leghíresebb kereskedő utcája, melyet 2005-ben a tíz leghíresebb kínai kereskedő utca közé választottak. Ez az utca mindig szerepet játszott a kereskedelemben, és jelentős központja a fogyasztói elektronikai, a számítógép és a mobiltelefon értékesítésnek. Az 1980-as években épült a Második Híd piac, ami 6756 négyzetméternyi területen helyezkedik el. A kereskedelem élénkítésére 2003 és 2004 között hozták létre az úgynevezett Nemzetközi Nagy Bazárt, amely 40 ezer négyzetméternyi területen fekszik. A bazárhoz tartozik többek között 80 méter magas kilátótorony, iszlám mecset, nyolcezer négyzetméteres színház és nem utolsósorban körülbelül háromezer üzlet is.
Ürümcsi fontos közigazgatási szerepe mellett a tartomány gazdasági központja is, ezért az 1990-es évek óta tartó gazdasági növekedéssel párhuzamosan nőtt a várost körülvevő urbanizált rész. A belvárost körülvevő kerületek gyorsan fejlődtek, a régi déli városrész elsősége mellett az 1980-as évek végétől kezdődően az északi területeket is jelentős mértékben fejlesztették. Ilyen volt például az Ürümcsi Város Önkormányzatának helyt adó irodaház építése, melyet 2003-ban adtak át a Nanu utcában. 2003 óta a metróhiány pótlására a városban felüljárókat építettek, amelyek könnyebbé tették a közlekedést. A Jouhao (Youhao) utca (友好 路) és a környéke a város bevásárló- és szórakoztatóközpontja. A hasonló nevű Jouhao (Youhao) Csoportnak (友好 集团) jelentős a részesedése azt itt bonyolított kiskereskedelemből. Külföldre is szállít a műanyag hordókba és fából készült tonnás dobozokba csomagolt termékeiről ismert paradicsom- és gyümölcsfeldolgozással foglalkozó Xinjiang Chalkis Co.Ltd (新疆中基实业), amely a város egyik legjelentősebb élelmiszeripari feldolgozó vállalata. A Maison Mode luxusáruház (乌鲁木齐 美 美 百货) 2008-ban nyitott meg. A Toutune kerületben működik az ürümcsi gazdasági és technológiai fejlesztési terület, amelyben acél- és gépgyártás mellett biokémiai és egyéb ipari vállalkozások üzemelnek.

## Környezetszennyezés
Ürümcsi a Föld azon városai közé tartozik, melyet a környezetszennyezés jelentős mértékben károsít. A New York-i székhelyű Blacksmith Institute nonprofit szervezet, amely az ipari szennyezés ellen küzd, 2007-ben a levegőszennyezésben Linfen és Lanzhou (Lancsou) mellett a legszennyezettebb kínai városok közé sorolta. 2008-ban a Toronto Star által közzétett listán Ürümcsi a tíz kénes szennyezéssel legjobban sújtott terület között szerepelt.
A télen gyakori nagy ködök a légi közlekedésnek okoznak gondot. A hivatalos vélemény szerint ennek egyik fő oka, hogy az energiaigényes nehézipari vállalkozások java része már elavult széntüzeléssel működik. A Sanghaj (Shanghai) Fudan Egyetem 2007 telén készített tanulmánya alapján a levegőben található porszemcsék PM2,5 értéke tizenkétszerese volt az Amerikai Egyesült Államokban engedélyezettnek, míg a teljes szállópor - a TSP - koncentráció háromszor volt nagyobb. A légszennyezést a légkörben előforduló magas szulfáttartalom okozza, ami az ipar által kibocsátott kén-dioxid, a fosszilis tüzelőanyagok égetésével keletkező aeroszol és a levegőben szállított por keveredésének az eredménye.
A káros CO2-kibocsátás csökkentése érdekében széles körű összefogás is mutatkozik. Magyarországon is több vállalkozás támogatta, hogy 2013-ban megépüljön a Dabancseng-Szancsang (Dabancheng-Sanchang) első fázisú szélerőműfarm, amely energiatermelése által kiválthat környezetszennyező energiatermelő kapacitásokat.

## Gasztronómia

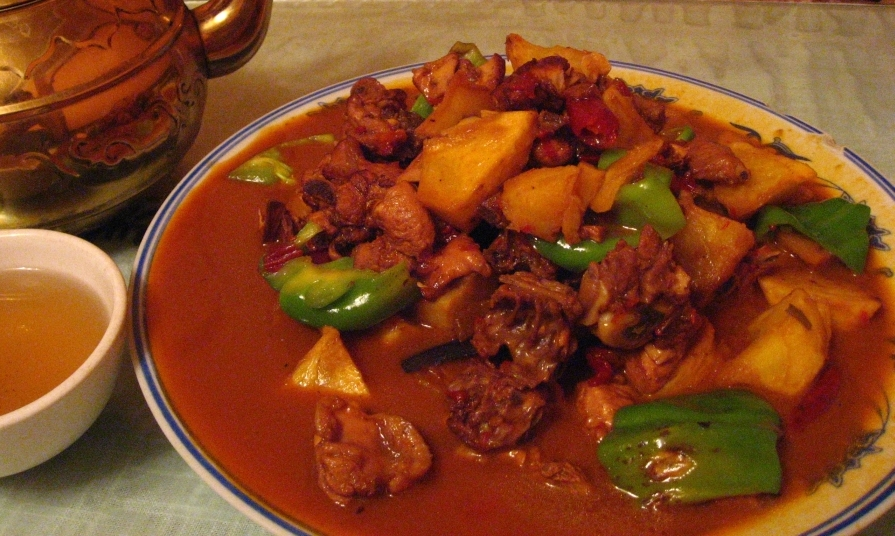
Ürümcsiben felszolgált dapandzsi

A kínai gasztronómia mellett különleges és igazán a városra jellemző az ujgur konyha, amelynek egyik híres és kedvelt étele a dapandzsi, ami egyfajta átmenet a pörkölt és a paprikás csirke között. A hozzávalók csirkehús, vöröshagyma, fokhagyma, édes zöldpaprika, erős paprika, burgonya, római kömény, őrölt szecsuani bors, olaj, szójaszósz és sör, s ez alapján könnyen kijelenthető, hogy a magyarok számára is hamar megkedvelhető fogásról van szó. Az ujgur étkek jellemzője, hogy inkább tészta alapú, és kevesebb rizst használ. Jellegzetesebb ételeik a grillezett bárány, a különböző kebabok és a sült hal. Nevezetes még az ujgur kenyér, a nan, ami lehet húskenyér (bográcsban sütött, hússal, hagymával töltött pogácsa) vagy gőzkenyér (sárgarépa, sütőtök, hagyma stb. töltelékkel készült tekercs).
A városban számos étterem és kifőzde működik. A legdrágább a legjobb elv itt nem biztos, hogy érvényesül, hiszen a legkisebb kifőzde által készített ételek is fogyaszthatók akár az utcán is, és adhat az erre járó turistának különleges gasztronómiai élményt.
A városban élők többsége muzulmán vallású, ezért az alkoholfogyasztás kevésbé jellemző. A tea és a kávé fogyasztásának viszont évszázados hagyományai vannak. A selyemúti kereskedő központba könnyedén eljutó tealevél és kávébab, megalapozta, hogy kávézók és teaházak működhessenek. Az ide betérő vendégek találkozhatnak arab, indiai és kínai teakülönlegességekkel. Helyi italkülönlegesség a tejes tea és a kancatejből készített joghurt.

## Turizmus
A város több nevezetes történelmi emléket rejt, és egyre kedveltebb hely a turisták számára. Az odalátogató külföldiek által kedvelt turisztikai nevezetesség a Nemzetközi Bazár, melynek területe nagyobb, mint az Isztambuli Bazáré. Egyben ez a leglátogatottabb turisztikai célpont is, amely naponta 100–200 000 fő közötti látogatót fogad. Az eladók az ujgur és a kínai nyelv mellett angolul és oroszul is értenek. További népszerű hely Ürümcsi szimbolikus látványossága, a Vörös hegy, a város főtere és a Hszincsiang–Ujgur Autonóm Terület ( Xinjiang–Ujgur Autonóm Terület) Múzeuma, amit a 2000-es évek elején építettek újjá, a Selyemút Múzeum és a pazarul berendezett Tartar mecset.
A városhoz közel található az 1990-es években állított emlékmű, amely Ázsia földrajzi középpontját jelzi. Népszerű és látványos a mennyei Tien Cse (Tianchi) tó és a nomád életet bemutató, a várostól délre fekvő legelőn található kazak jurtasátrak.

## Oktatás
Több közép- és felsőfokú tanítási intézmény működik a városban. Egyetemi oktatással foglalkozik a Hszincsiang (Xinjiang) Egyetem (新疆大学), a Hszincsiang (Xinjiang) Általános Egyetem (新疆师范大学), a Hszincsiang (Xinjiang) Mezőgazdasági Egyetem (新疆农业大学), a Hszincsiang (Xinjiang) Művészeti Intézet (新疆艺术学院), a Hszincsiang (Xinjiang) Pénzügyi és Gazdasági Egyetem (新疆财经大学), az Ürümcsi Továbbképző Egyetem (乌鲁木齐职业大学), a Hszincsiang (Xinjiang) Továbbképző és Műszaki Intézet (新疆交通职业技术学院) és a Hszincsiang (Xinjiang) Egészségügyi Egyetem (新疆医科大学). A középiskolák közül az egyik legismertebb a No.1 középiskola. A kutatóintézetek közül említést érdemel a Kínai Tudományos Akadémia Hszincsiang Csillagvizsgálója (新疆天文台).

## Közlekedés

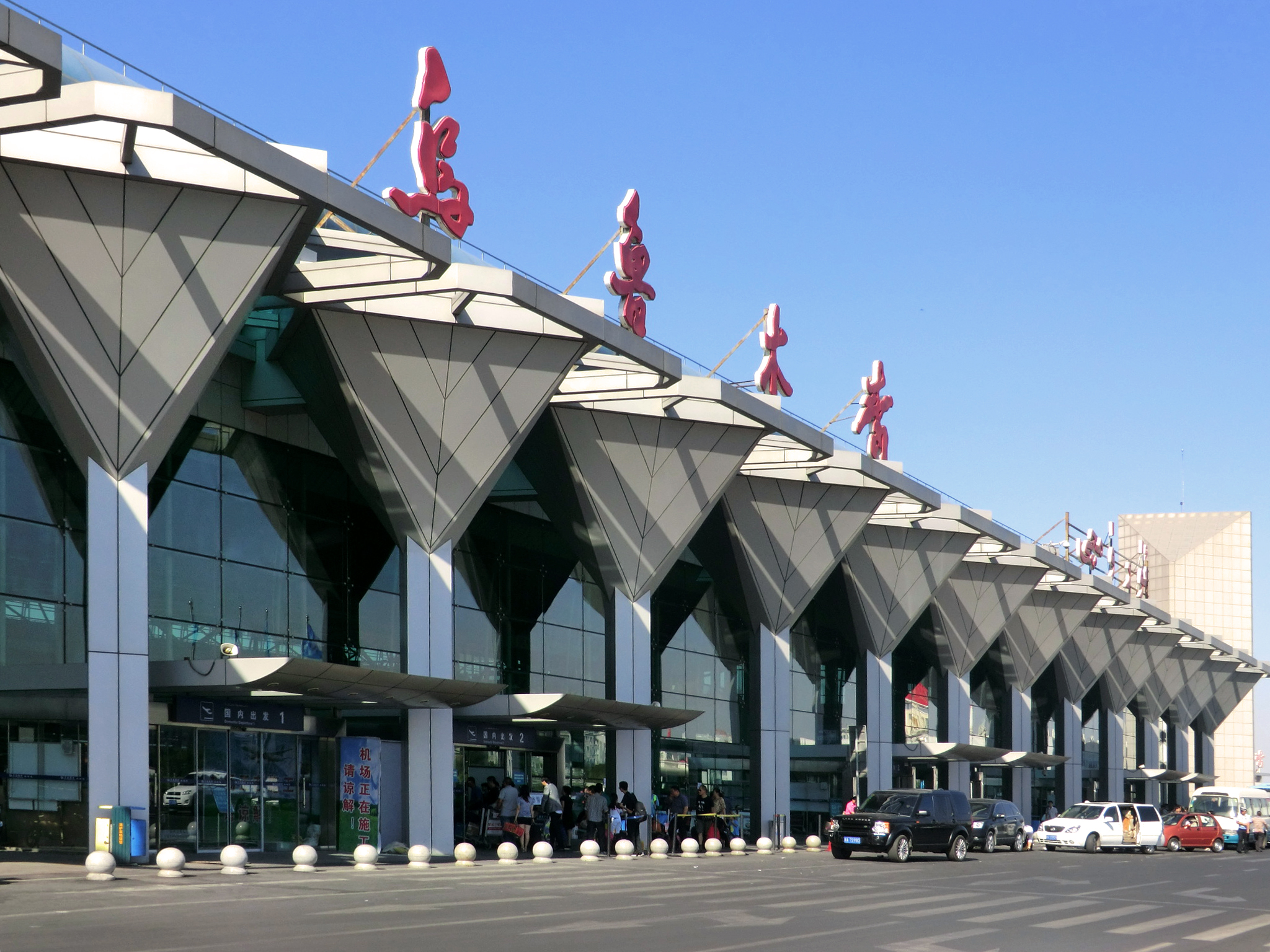
Az Ürümcsi Tivopu (Diwopu) nemzetközi repülőtér utasterminálja

A város a régió központja, melyet közúton, vasúton és légi közlekedéssel is meg lehet közelíteni. A világhírű ősi selyemút kereskedelmének köszönheti Ürümcsi a fejlődését. Kína egyéb részeihez kapcsolódást és gyorsabb eljutást nagyban segíti majd az építés alatt álló Lancsou–Ürümcsi nagysebességű vasútvonal (Lanzhou–Ürümqi nagysebességű vasútvonal), amely az „új selyemút” projekt része. A városba vezet a 216-os, a 312-es és a 314-es kínai autópálya. A közutak októbertől a téli időjárás végéig időszakosan járhatatlanná válhatnak, de a vasúti közlekedést ilyenkor is működtetik. Érdekesség, hogy a kínai kormányzat hivatalosan kikötőnek nyilvánította várost, hogy itt is kihasználhassák az ilyen esetekben érvényesíthető adókedvezményeket és támogatásokat.

### Légi közlekedés
Az Ürümcsi Tivopu nemzetközi repülőtér (Ürümcsi Diwopu nemzetközi repülőtér) 16 kilométerre fekszik a belvárostól, 1973-ban nyitották meg a nemzetközi utasforgalom előtt. Korábban fontos szerepet játszott, mint szükség esetén igénybe vehető biztonsági leszállóhely az Európa és Ázsia közötti légi forgalomban. Ma már azonban gyűjtő-elosztó repülőtér, és forgalma folyamatosan bővül mind a személy-, mind az áruszállításokban. 2010-ben utasforgalma 9 148 329 fő, amivel a 18. legforgalmasabb kínai repülőtér volt.

### Vasúti közlekedés
Ürümcsi a tartomány fő vasúti csomópontja. Nyugati végállomása Lanzhou–Ürümcsi (Lancsou-Hszincsiang) és az Ürümcsi-Dzsungária vasútvonalaknak. Keleti végállomása a Észak-Xinjiang (Észak-Hszincsiang) és a Második Jinghe-Ürümcsi (Csingho-Ürümcsi) vasútvonalnak. Az itt átmenő vasútvonalak a Transz-Eurázsiai Kontinentális vasútvonal révén összekötik Rotterdamot Lancsou (Lanzhou)val.

### Helyi közlekedés
Ürümcsi metróhálózata 27,615 kilométer hosszúságú, ami fejlesztés alatt áll. 2003-tól a megnövekedett autóforgalom biztosítása érdekében felüljárókat építettek. 2011-től gyorsforgalmi buszjáratokat indítottak, amelyek már négy vonalon biztosítanak gyorsabb közlekedést.

## Sport
A városban jelentős sportélet folyik. A versenysportok közül kiemelkedik a kínai kosárlabda élvonalába tartozó Hszincsiang Repülő Tigrisek (Xinjiang Repülő Tigrisek) és a Hszincsiang Ticai (Xinjiang Ticai) labdarúgócsapat. Ürümcsiben 2009 júniusától kezdtek el olyan fejlesztési és oktatási programot, amely a bandy (jéglabda) labdajáték népszerűsítését szorgalmazza.

## Média

Az Ürümcsi Televíziós Társaság (UTV) logója, ami a Vörös hegyet formázza

A Xinjiang Networking Transmission Limited (kínaiul: 新疆广电传输网络有限责任公司) átviteli hálózati társaság üzemelteti az Ürümcsi Népi Adóállomást és a Hszincsiang (Xinjiang) Népi Műsorszóró Állomást, melyek mandarin, ujgur, kazak, mongol, orosz és kirgiz nyelven készítenek műsort. A Xinjiang Television Station (XJTV) Ürümcsiben található, és a Hszincsiang–Ujgur Autonóm Terület ( Xinjiang–Ujgur Autonóm Terület)en jelentős televíziós műsorszóró állomásnak számít. A város helyi televíziója az Ürümcsi Televíziós Társaság (UTV).

## Helyi idő
A város elhelyezkedése miatt a Nap helyzetéből megállapítható helyi idő 2 óra 10 perccel kevesebb a hivatalos kínai időhöz képest (ami UTC+8), a város hivatalai és han lakossága ezt a hivatalos időt használja.
Az ujgurok azonban egyrészt praktikus okokból (hogy a felkelés, lefekvés, és az iszlám vallás egyes előírásai betarthatók legyenek), továbbá polgári engedetlenségből nem a „Pekingi időt”, hanem a „Xinjiang shijian”-t használják, ami a Pekingi időnél 2 órával kevesebb, így jobban megfelel a helyi idő fogalmának. A hivatalok is ehhez igazítják a nyitvatartásukat, bár a hivatalos időt tüntetik fel.

Ürümcsi panorámaképe a belvárostól északra elhelyezkedő dombon álló pavilonból fényképezve

A kínai kormány megpróbálta visszaszorítani a nem hivatalos ujgur idő használatát, amit a Hszincsiang-Ujgur Autonóm Területén belül az ujgurok alkalmaznak, de ez a próbálkozás kudarcba fulladt.
1912-ben, a Qing-dinasztia uralmának végével Kína öt időzónát kezdett használni, ezek ideje UTC+5,5 és UTC+8,5 közé esett. 1949-ben a Kínai Kommunista Párt elnöke, Mao Ce-tung rendeletben egyetlen időzónában „egyesítette” az országot (ez a „Pekingi idő”), ami azóta is így van használatban.
Német kutatók szerint egészségi problémákat okoz, ha az ember biológiai, belső órája (amit a Nap járása szinkronizál), és a „külső” zónaidő egymástól eltér. A jelenséget „Social Jet Lag”-nek nevezték el.
A napkelte és a napnyugta időpontjai a nap-éj egyenlőségek, és a napfordulók idején a hivatalos kínai idő és a nemhivatalos ujgur idő szerint (2014-ben).
| dátum                     | kínai idő szerint | ujgur idő szerint |
| ------------------------- | ----------------- | ----------------- |
| március 21., napkelte     | 06:12             | 08:12             |
| március 21., napnyugta    | 18:21             | 20:21             |
| június 21., napkelte      | 04:28             | 06:28             |
| június 21., napnyugta     | 19:55             | 21:55             |
| szeptember 21., napkelte  | 05:55             | 07:55             |
| szeptember 21., napnyugta | 18:10             | 20:10             |
| december 21., napkelte    | 07:40             | 09:40             |
| december 21., napnyugta   | 16:35             | 18:35             |

## Híres ürümcsiek
- Parhat Azimat (1955) ujgur nemzetiségű kínai labdarúgó és edző.[59]
- Vang Su (Wang Shu) (1963) kínai építész, a 2012-es Pritzker-díj díjazottja.

## Testvérvárosok
| Város        | Régió                     | Ország           |
| ------------ | ------------------------- | ---------------- |
| Orem         | Utah                      | Egyesült Államok |
| Oszan        | Kjonggi                   | Dél-Korea        |
| Pesavar      | Haibar-Pahtúnhva          | Pakisztán        |
| Dusanbe      | főváros                   | Tádzsikisztán    |
| Biskek       | főváros                   | Kirgizisztán     |
| Almati       | Almati                    | Kazahsztán       |
| Cseljabinszk | Cseljabinszki terület     | Oroszország      |
| Meshed       | Razavi Horászán tartomány | Irán             |

## Galéria

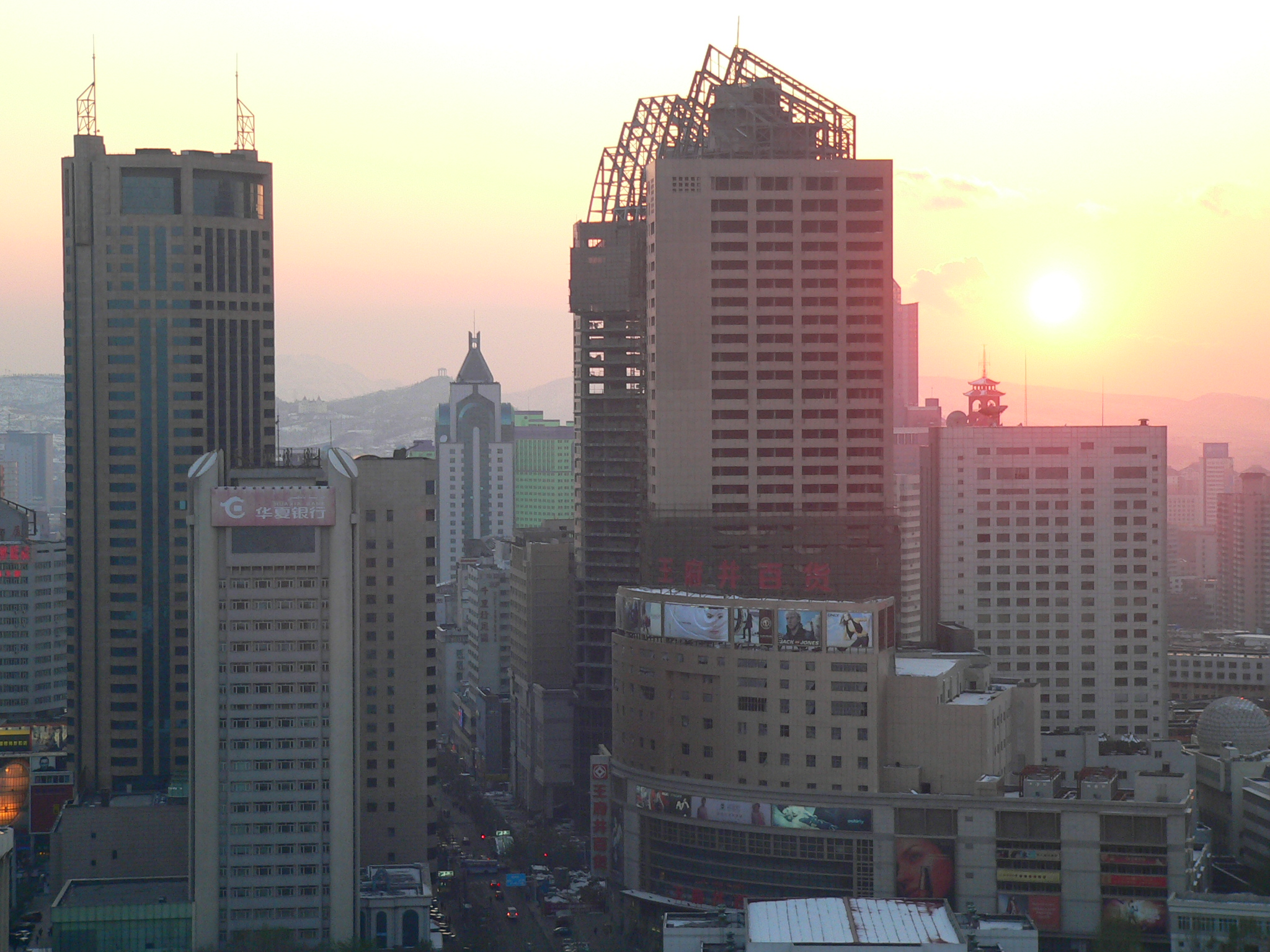
A város központi épületei
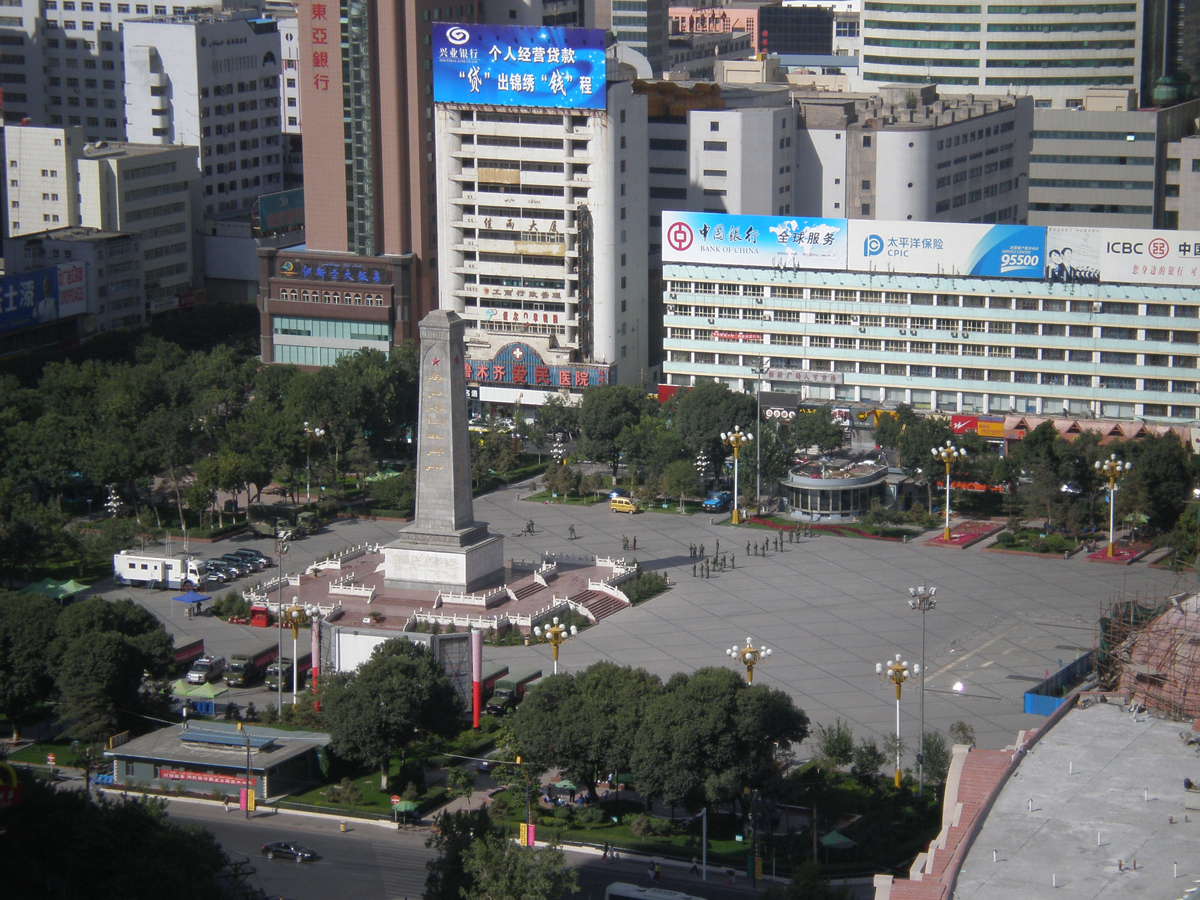
A központi fekvésű Népi Tér
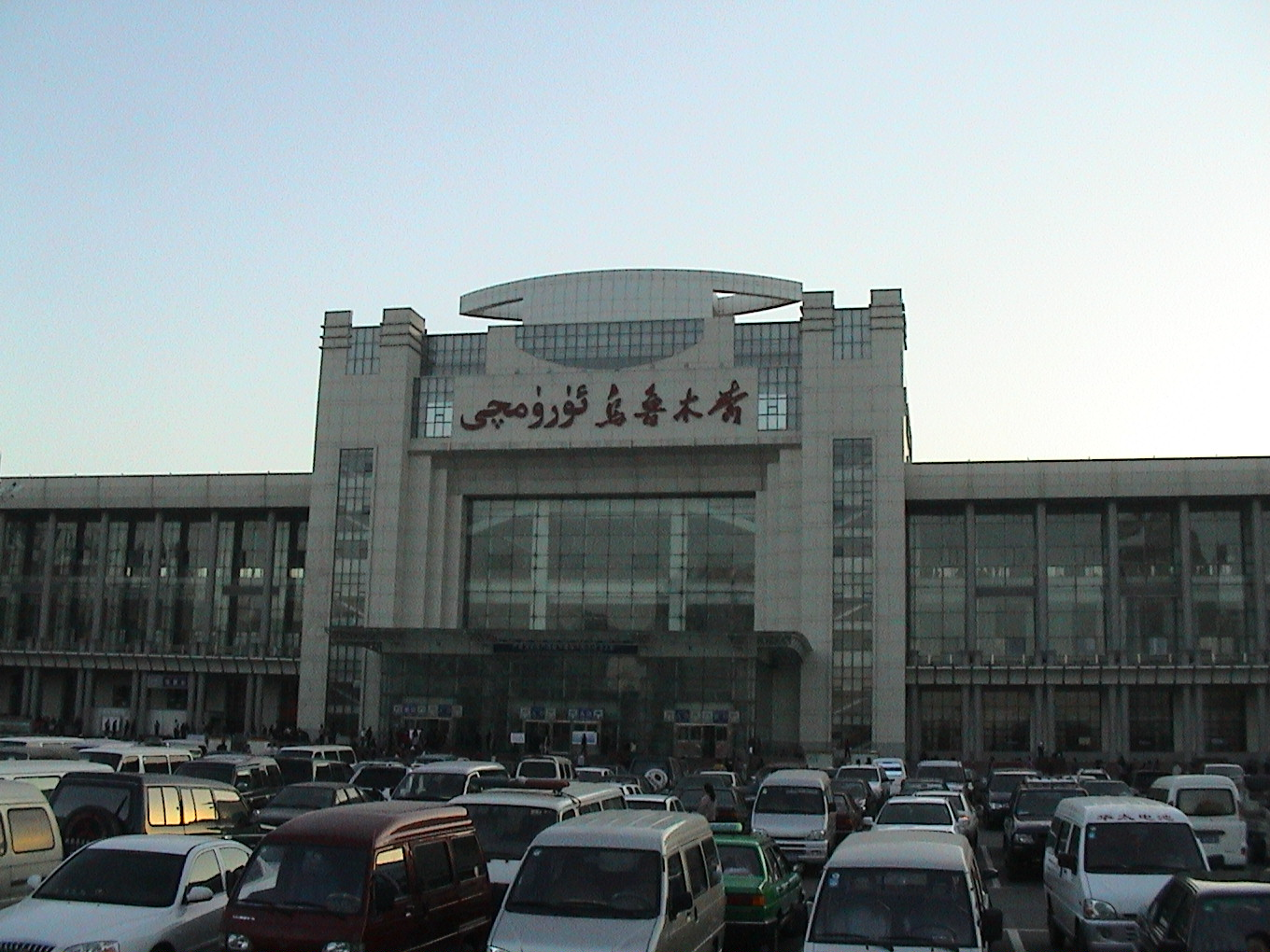
Ürümcsi vasútállomás
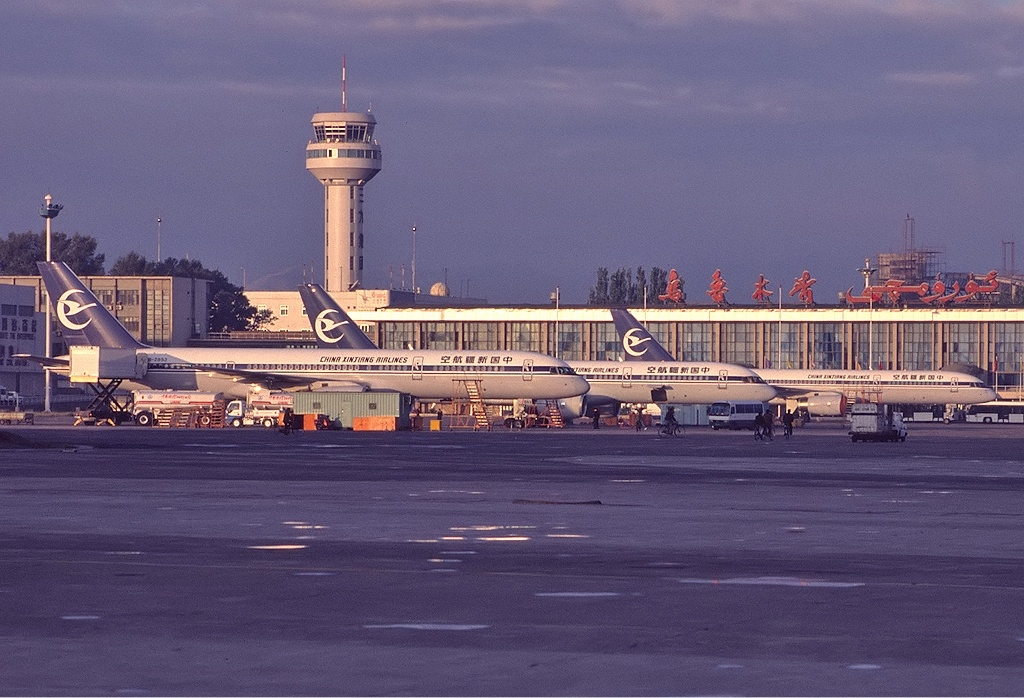
Ürümcsi Tivopu (Diwopu) nemzetközi repülőtér
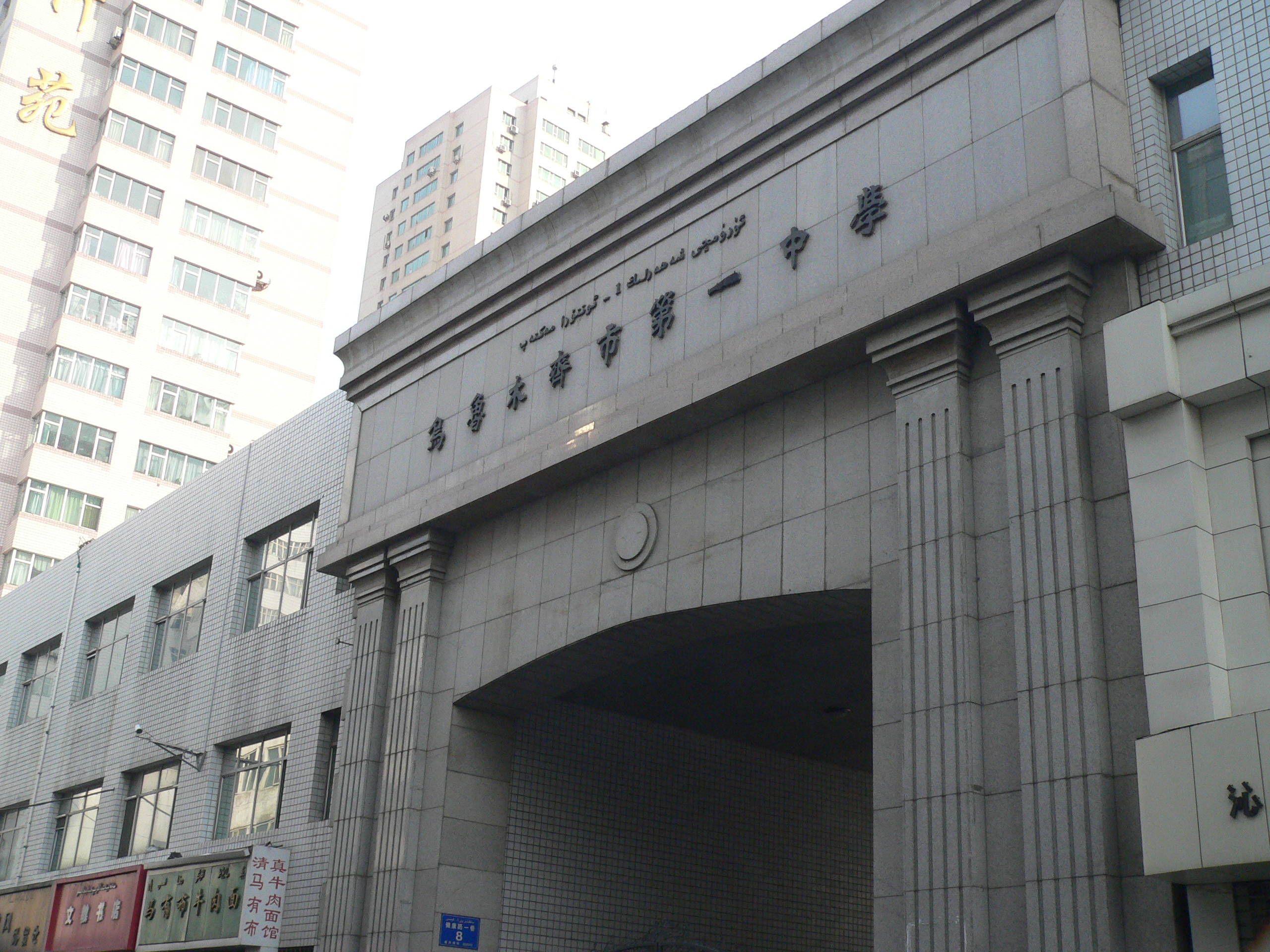
Ürümcsi No.1 Középiskola
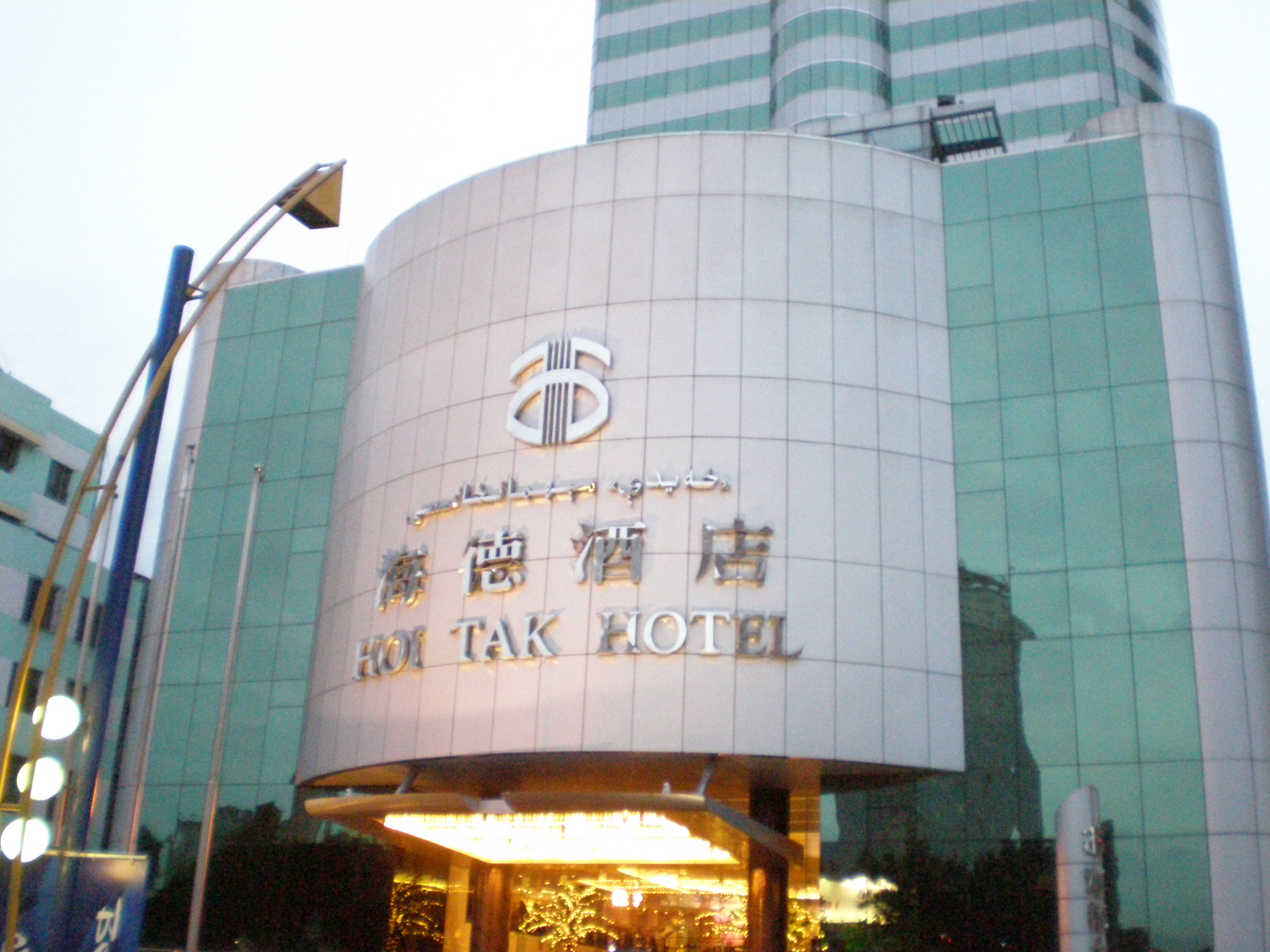
Hoi Tak Hotel

## Fordítás
- Ez a szócikk részben vagy egészben  az   Ürümqi című angol Wikipédia-szócikk ezen változatának fordításán alapul.  Az eredeti cikk szerkesztőit annak laptörténete sorolja fel. Ez a jelzés csupán a megfogalmazás eredetét és a szerzői jogokat jelzi, nem szolgál a cikkben szereplő információk forrásmegjelöléseként.